# Collemopsidium tasmanicum
Collemopsidium tasmanicum är en lavart som först beskrevs av P. M. McCarthy & Kantvilas, och fick sitt nu gällande namn av P. M. McCarthy. Collemopsidium tasmanicum ingår i släktet Collemopsidium och familjen Xanthopyreniaceae.   Inga underarter finns listade i Catalogue of Life.